# Ludwig Traube (medico)
Ludwig Traube (Ratibor, 12 gennaio 1818 – Berlino, 11 aprile 1876) è stato un medico tedesco.
Nato in una famiglia borghese di stirpe ebraica, docente all'Università di Berlino, fu grande esperto di patologia ed elettrofisiologia, oltre che ottimo clinico.
Fu per lungo tempo direttore della clinica propedeutica di Berlino. Suo figlio fu il paleografo Ludwig Traube (1861-1917), sua figlia la chimica Margarete Traube-Mengarini (1856 – 1912).